# روماني بورينجر
روماني بورينجر (بالفرنسية: Romane Bohringer)‏ هي كاتبة سيناريو ومخرجة وممثلة فرنسية، ولدت في 14 أغسطس 1973 في فرنسا. من الجوائز التي نالتها César Award for Best Female Revelation ‏ سنة 1993.

## أعمال

### أفلام
- (1995) كسوف كلي[6]
- (1995) مئة ليلة وليلة
- (2005) مسيرة البطريق[7]
- (2012) رينوار[8]

## جوائز
- César Award for Best Female Revelation [الإنجليزية]‏ (1993)

## وصلات خارجية
- روماني بورينجر على موقع IMDb (الإنجليزية)
- روماني بورينجر على موقع ألو سيني (الفرنسية)
- روماني بورينجر على موقع ميوزك برينز (الإنجليزية)
- روماني بورينجر على موقع أول موفي (الإنجليزية)
- روماني بورينجر على موقع قاعدة بيانات الأفلام السويدية (السويدية)
- روماني بورينجر على موقع ديسكوغز (الإنجليزية)
- روماني بورينجر على موقع قاعدة بيانات الفيلم (الإنجليزية)
- روماني بورينجر على موقع كينوبويسك (الروسية)